# Peristicta lizeria
Peristicta lizeria là loài chuồn chuồn trong họ Protoneuridae. Loài này được Navás mô tả khoa học đầu tiên năm 1920.